# Кубок Болгарії з футболу
Кубок Болгарії (болг. Купа на България) — щорічне змагання яке проводиться Болгарською федерацією футболу. Другий за значенням турнір Болгарії. У змаганні беруть участь усі футбольні команди Болгарії. Фінал кубка зазвичай проходить на стадіоні «Васил Левський». Переможець отримує право грати в Лізі Європи.

## Історія
Кубок бере свій початок з різних турнірів з початку ХХ ст. Першим з таких турнірів був Царський кубок. Він розігрувався з 1924 року до 1944 року. У ньому брали участь чемпіони усіх областей, і як і зараз вони грали лише один матч на вибування. Щоправда більшість часу трофей здобувався не у окремому чемпіонаті, а його напряму отримував переможець Державної першості Болгарії, чемпіон країни. Лише у 1938—1942 роках Царський кубок був відділений від чемпіонату і розігрувався у окремому турнірі. Тому тільки володарі Царського кубка цих років офіційно визнані БФС як володарі Кубка Болгарії.
Після приходу до влади радянської влади цей кубок був замінений на Кубок Радянської Армії. Він проводився з 1946 року до 1990 року. Цей кубок втратив своє значення після того як у 1981 році був започаткований Кубок Народної Республіки Болгарія, який появився на честь 1300 літньої дати заснування держави. Він існував до 1990 року, коли був ліквідований. Команда «Левскі» була нагороджена оригінальним кубком, як команда, яка найбільше вигравала цей трофей.

## Сумарні досягнення
В таблиці подані всі офіційні переможці Кубку Болгарії.
| Клуб                 | Переможець | Фіналіст | Переможні роки |
| -------------------- | ---------- | -------- | --- |
| «Левскі»             | 27         | 12       | 1942, 1946, 1947, 1949, 1950, 1956, 1957, 1959, 1967, 1970, 1971, 1976, 1977, 1979, 1984, 1986, 1991, 1992, 1994, 1998, 2000, 2002, 2003, 2005, 2007, 2022 |
| ЦСКА                 | 21         | 15       | 1951, 1954, 1955, 1961, 1965, 1969, 1972, 1973, 1974, 1983, 1985, 1987, 1988, 1989, 1993, 1997, 1999, 2006, 2011, 2016, 2021                               |
| «Славія»             | 8          | 3        | 1952, 1963, 1964, 1966, 1975, 1980, 1996, 2018 |
| «Літекс»             | 4          | 8        | 2001, 2004, 2008, 2009 |
| «Ботєв» Пловдив      | 4          | 11       | 1962, 1981, 2017, 2024 |
| «Локомотив» Софія    | 4          | 2        | 1948, 1953, 1982, 1995 |
| «Лудогорець» Разград | 4          | 2        | 2012, 2014, 2023, 2025 |
| «Бероє»              | 2          | 4        | 2010, 2013 |
| «Локомотив» Пловдив  | 2          | 4        | 2019, 2020 |
| «ФК-13»              | 2          | 2        | 1938, 1940 |
| «Спартак» Софія      | 1          | 3        | 1968 |
| «Черно море»         | 1          | 2        | 2015 |
| «Спартак» Пловдив    | 1          | 2        | 1958 |
| «Шипка»              | 1          | 1        | 1939 |
| «АС 23»              | 1          | 1        | 1941 |
| «Септемврі»          | 1          | 1        | 1960 |
| «Марек»              | 1          | 1        | 1978 |
| «Слівен»             | 1          | 1        | 1990 |
| «Дунав»              | 0          | 4        | - |
| «Спортклуб»          | 0          | 2        | - |
| «Спартак» Варна      | 0          | 2        | - |
| «Пірін»              | 0          | 2        | - |
| «Академік»           | 0          | 1        | - |
| «Чорноморець» Бургас | 0          | 1        | - |
| «Нафтекс»            | 0          | 1        | - |
| «Станчо Костов»      | 0          | 1        | - |
| «Міньор» Пернік      | 0          | 1        | - |
| «Велбажд»            | 0          | 1        | - |
| «Монтана»            | 0          | 1        | - |
| «Арда»               | 0          | 1        | - |
| ЦСКА 1948            | 0          | 1        | - |